# Ефект деномінації
Ефект деномінації — форма когнітивного упередження, пов'язаного з валютою, що припускає, що люди з меншою ймовірністю витрачатимуть купюри більшого номіналу, ніж їх еквівалентну вартість у менших купюрах.
Він був запропонований Пріейем Рагхубіргом, професором Школи бізнесу Стерна Нью-Йоркського університету та професором Мерілендського університету Джойдіпом Срівастава, в їхній статті 2009 року, що мала відповідну назву «Ефект деномінації». Рагхубір і Шрівастава у своїх дослідженнях провели три дослідження впливу деномінації; їх висновки показали, що люди з більшою ймовірністю витрачатимуть гроші, представлені меншими номіналами, і що споживачі віддають перевагу отримувати гроші у великих номіналах, коли є необхідність контролювати витрати. Ефект номіналу може виникати, коли великі купюри сприймаються як менш обмінні, ніж дрібні. Вплив ефекту на рішення про витрати позначається на різних секторах суспільства, включаючи добробут споживачів, грошово-кредитну політику і фінансову галузь.
Наприклад, під час Великої Рецесії один бізнесмен спостерігав, як співробітники використовували більше монет, а не банкнот, в офісному торговому автоматі, і зауважив, що клієнти використовують монети, щоб відчувати себе ощадливішими. Рагхубір і Шрівастава також припустили, що ефект може включати стимули до зміни майбутньої поведінки і що купюра може служити механізмом для запобігання бажання витрачати.

## Експеримент Рагубіра і Шрівастави
Рагхубір і Шрівастава провели три окремих дослідження в рамках свого експерименту. Їхній перший експеримент включав студентів старших курсів двох університетів США. Як прикриття студентам подякували за участь і навмання видали або маленьку купюру (чотири чверті), або велику купюру (1 долар), і сказали, що вони можуть залишити гроші собі або витратити гроші на кондитерські вироби. Дрібні купюри були вручені 43 студентам (48 % навчальної групи), а великі купюри 46 студентам (52 % навчальної групи). Приблизно 44 % (39 з 89) учасників в обох умовах вибрали кондитерські вироби. Близько 63 % учасників з чотирма чвертями купили цукерки, але тільки 26 % учасників з купюрою в 1 долар витратили гроші, що дозволяє припустити, що студенти були схильніші витрачати, коли їм давали менший номінал.
У другому дослідженні кожному з 75 клієнтів заправних станцій було запропоновано взяти участь у невеликому опитуванні про використання газу. Кожному учаснику дали 5 доларів у вигляді п'яти купюр по 1 долару, п'яти монет по 1 долару або однієї 5-доларової банкноти і сказали, що вони можуть витратити гроші у крамниці на заправці. Клієнти, що одержали п'ять купюр по 1 долару, з більшою ймовірністю щось куплять, ніж клієнти, які отримали одну купюру в 5 доларів. У клієнтів, які отримали п'ять монет за 1 долар, була найменша ймовірність витратити, бо ця валюта знаходиться в невеликому зверненні, а деякі залишають її як сувенір.
Третє дослідження було спрямоване на те, щоб зрозуміти, чи був ефект специфічний саме для американської культури. У Китаї 150 домогосподарок отримали конверти з грошима в обмін на заповнення анкети, де зазначено одну банкноту номіналом 100 юанів (CNY), або п'ять банкнот еквівалентної вартості (2009 року 100 китайських юанів були еквівалентні приблизно 14,63 доларів США або 10,40 євро). Грошові кошти є значною сумою грошей, виходячи з щомісячного доходу учасників, так як 18,7 % (28 з 150) заробляли менше 300 юанів, 65 % заробляли (97 з 150) між 301 і 600 юанів і 16,7 % (25 з 150) заробляли понад 600 китайських юанів. Середній розмір домогосподарства в обох випадках становив близько 3,3 людини. Деякі з тих, хто купував предмети домашнього вжитку, були менш задоволені отриманням великої банкноти порівняно з іншими, які відчували себе задоволенішими, витрачаючи менші купюри.

## Ранні дослідження
Одне дослідження, проведене професорами маркетингу Арулена Мішра, Хіманшу Мішра і Дхананджаем Наяканкуппам 2006 року, задокументувало феномен, при якому споживачі витрачали менше грошей великого номіналу. В ході дослідження вони прийшли до висновку, що люди надають більшу цінність великим одиничним купюрам, тому що в такому випадку складніше обробити транзакцію, що призводить до того, що люди переоцінюють її і знижують ймовірність своїх витрат порівняно з ідентичною сумою в менших купюрах. На відміну від Мішра і ін., що вивчали наміри про покупку, Рагхубір і Шрівастава вивчали факт покупки.
Попереднє дослідження, проведене Рагхубіром і Шріваставою 2008 року, виявило вищу схильність витрачати кошти з використанням альтернативних способів оплати, таких як кредитні або подарункові карти. Їхній експеримент ґрунтувався на ранніших дослідженнях, в тому числі і на проведеному професором бізнесу з Гарварда Джоном Гурвіллем 1998 року експерименті, який показав, що люди з більшою ймовірністю будуть схильні до транзакції, коли одна і та ж сума грошей буде представлена як рівномірно розподілена сума на кожен день, ніж одна, одноразова допомога щороку.

## Висновки
Рагхубір і Шрівастава дійшли висновку в своєму дослідженні, що люди з більшою ймовірністю витрачатимуть кошти, коли еквівалентна сума грошей представлена меншим номіналом порівняно з одним великим номіналом. У другому дослідженні професори дійшли висновку, що споживачі вважають за краще отримувати гроші у великому номіналі порівняно з дрібним номіналом, коли є необхідність контролювати витрати.
В цілому дослідження цього питання також доводить, що ефект деномінації залежить від бажання людини зменшити неприємне почуття, пов'язане з витратою грошей.
Ефект деномінації виникає тому, що люди сприймають велику купюру як незамінну, а меншу купюру як ту, що можна використовувати для контролю і регулювання витрат. 2009 року Шон Грегорі з журналу Time пояснив, що споживачі вважають великі купюри ціннішими за дрібні, і що вони схильні ізолювати готівку в своїй свідомості. Він зазначив, що кожна банкнота меншої вартості в 20 доларів є менш цінною одиницею, ніж одна банкнота в 100 доларів. Легше витратити п'ять 20-доларових купюр, ніж одну 100-доларову. Грегорі також додав, що споживачі побоюються «розмінювати» одну велику купюру, тому що вони не зможуть перестати витрачати решту.
Дослідники припустили, що ефект деномінації може включати в себе накладення обмежень або стимулів для зміни майбутньої поведінки, зазначивши, що купюра може служити механізмом попереднього зобов'язання для запобігання бажання витрачати.